# Кухарка
Куха́рка — село в Україні, Чернігівській області, Прилуцькому районі. Входить до складу Варвинської селищної громади. Неподалік від села розташований ботанічний заказник — «Липовий Яр». 

## Історія
Є на мапі 1826-1840 років як хутір Петровский.
У 1859 році у володарському хуторі  Петровський (Кухарка) був завод та 11 дворів де жило 35 осіб (17 чоловічої та 18 жіночої статі), а у Малій Кухарці - 1 двір де жило 6 осіб (4 та 2).
У 1912 - х.Петровський Озерянської волості, Лохвицького повіту, Полтавської губернії, 17 мешканців.
На мапі 1941 року - радгосп імені Воровського (Кухарка).

## Населення
Згідно з переписом УРСР 1989 року чисельність наявного населення села становила 448 осіб, з яких 209 чоловіків та 239 жінок.
За переписом населення України 2001 року в селі мешкало 417 осіб.

### Мова
Розподіл населення за рідною мовою за даними перепису 2001 року:
| Мова       | Відсоток |
| ---------- | -------- |
| українська | 95,94 %  |
| російська  | 3,82 %   |
| білоруська | 0,24 %   |

## Уродженці
- Олександр Порядинський, український співак, переможець 4-го сезону шоу Х-фактор.